# Hanover (Kansas)
Hanover è una città degli Stati Uniti d'America della contea di Washington nello Stato del Kansas.